# Marcin Wojdak
Marcin Wojdak (ur. 2 maja 1984) – polski fotograf i autor książek poświęconych architekturze.

## Życiorys
Pochodzi z Łodzi. Jest autorem profilu na Instagramie Cosmoderna, poświęconego powojennemu modernizmowi w Polsce i krajach dawnego Związku Radzieckiego, w tym głównie ośrodkom wypoczynkowym. W 2022 opublikował książkę Ostatni Turnus zawierającą jego autorskie fotografie oraz krótkie opowiadania. Publikacja była recenzowana m.in. przez Jakuba Głaza na łamach Architektury & Biznesu.

## Publikacje
- Wojdak M., Ostatni turnus. Pocztówki z wczasów w PRL-u, Wydanie I, Kraków: Wydawnictwo Znak, 2022, ISBN 978-83-240-8481-4.
- Wojdak M., Goodbye Gierek, Wydanie I, Kraków: Wydawnictwo Znak, 2025, ISBN 978-83-240-9514-8.

Komentarz fotograficzny
- Dudkowski M., W stronę modernizmu. Architekt Romuald Miller, Wydanie I, Warszawa: Centrum Architektury, 2024, ISBN 978-83-969081-7-9.

## Wystawy
- 2022: Ostatni Turnus, Instytut Designu w Kielcach[9],
- 2022: Ostatni Turnus, Łódź Design Festival, Art Inkubator w Łodzi (wystawa zbiorowa)[10],
- 2022 Ostatni Turnus, siedziba stowarzyszenia Traffic Design w Gdyni[11],
- 2022: Ostatni Turnus, Galeria Sztuki Współczesnej w Opolu[12],
- 2023: Ostatni Turnus, Tarnobrzeski Dom Kultury[13],
- 2023: Ostatni Turnus, Concordia Design w Poznaniu[14],
- 2023: Ostatnie takie lato, Muzeum Śląskie w Katowicach[15],
- 2025: Ostatni Turnus, Białostocki Ośrodek Kultury[16].

## Filmografia
- Jaszowiec. Zapomniana nowoczesność (2024, reż. Roman Kałuża-Wierzchosławski) – jako on sam[17][18].